# Дикие истории
«Ди́кие исто́рии» (исп. Relatos salvajes, англ. Wild Tales) — аргентино-испанский комедийно-драматический художественный фильм, снятый режиссёром Дамианом Сифроном в 2014 году.
Фильм является лауреатом премии «Гойя» 2015 года в категории «Лучший иностранный фильм на испанском языке» и премии BAFTA 2016 года в категории «Лучший неанглоязычный фильм».
В 2014 году картина была показана в рамках основной конкурсной программы 67-го Каннского кинофестиваля, а также выбрана в качестве аргентинской заявки на премию «Оскар». В январе 2015 года фильм вошёл в список номинантов на эту премию в категории «Лучший фильм на иностранном языке».
Слоган фильма — «В каждом спит зверь. Не буди его».
Премьера фильма в России состоялась 15 января 2015 года.

## Сюжет
Фильм состоит из шести отдельных коротких эпизодов-новелл, объединённых общей темой насилия и мести.

### «Пастернак» (исп.Pasternak)
После взлёта Boeing 737—800 два пассажира — музыкальный критик Сальгадо и модель подиума Изабель — обнаруживают во время беседы, что оба знают несостоявшегося композитора Габриэля Пастернака; при этом модель встречалась с ним и бросила его, изменив ему с его лучшим другом, а критик когда-то разнёс в пух и прах его произведение на конкурсе. Во время их беседы в кабину пилотов заходит бортпроводник с подносом.
В разговор Сальгадо и Изабель встревает соседка критика, которая, оказывается, была преподавательницей Пастернака в музыкальной школе. В течение пары минут выясняется, что все пассажиры на этом самолёте знают Пастернака, причём каждый из них чем-то ему «насолил», и что никто из них не покупал билет — всем он достался бесплатно под разными предлогами.
В разговор вмешивается стюардесса и говорит им, что Габриэль Пастернак — бортпроводник на этом рейсе, что она тоже ему «насолила», и 5 минут назад он ушёл в кабину пилотов с кофе, после чего она не может достучаться до пилотов. Пассажир, оказавшийся психиатром Пастернака, бросается к кабине и пытается через запертую дверь вытянуть Пастернака на разговор, объясняя, что тот ни в чём не виноват — виноваты его родители, неправильно его воспитавшие. Но дверь остаётся запертой. После этого самолёт устремляется к земле и разбивается. Сам момент удара о землю не показан — мы видим сидящую в креслах в саду пожилую пару (по всей видимости, родители Пастернака), к которой и устремляется снижающийся самолёт. Зритель успевает увидеть ужас на их лицах, за мгновение до катастрофы новелла обрывается.

### «Крысы» (исп.Las Ratas)
Официантка в придорожном ресторанчике узнаёт в только что зашедшем человеке ростовщика и мафиози Рафаэ́ля Куэ́нку, много лет назад отобравшего у её семьи дом, из-за чего её отец покончил с собой. После смерти отца девушки Куэнка начал приставать к её матери, и женщинам пришлось уехать из города. А сейчас этот «ублюдок» баллотируется в мэры.
Повариха заведения, услышав эту трагическую историю, предлагает официантке подмешать в его еду крысиный яд, но та отказывается. Однако упорная повариха, имеющая тюремное прошлое, принимает единоличное решение продолжить задуманное — она всё-таки тайком подсыпает яд в еду. Официантка приходит в ужас и пытается забрать блюдо у Куэнки, но тот со свойственной ему грубостью прогоняет её.
Через минуту дело принимает неожиданный оборот — к Куэнке приезжает его сын, который собирается попробовать отравленную еду. Официантка бросает жареной картошкой Куэнке в лицо, и тот нападает на нее. Повариха спешит коллеге на помощь и шинкует Куэнку ножом как капусту. Её увозит полиция.

### «Сильнейший» (исп.El más fuerte)
Столичный красавец Диего Итурральде на своём новом мощном Audi на безлюдном шоссе по Кебрада-де-Умауака пытается обогнать упрямого провинциального водителя старого грузовичка Peugeot Марио, который, повторяя манёвры Диего, не даёт тому себя обогнать. Когда Диего всё-таки удаётся сделать это, он оскорбляет Марио, показав ему неприличный жест и с удовлетворением движется дальше.
Внезапно на 60-м километре другого шоссе местного значения № 68 (Сальта — Кафаяте), в Кебрада-де-лас-Кончас у Audi спускает колесо, и Диего вынужден остановиться у моста Моралеса через реку Кончас для ремонта. Не успев закончить замену колеса, Диего видит тот самый Peugeot и запирается в Audi, понимая, что Марио просто так оскорбление не оставит. Он оказывается прав: Марио ставит свою машину аккурат перед Audi, немного задев её, и выходит. Он сильно повреждает лобовое стекло Audi монтировкой, а также, забравшись на машину, испражняется и мочится на лобовое стекло. Вроде бы удовлетворённый, он садится в Peugeot, но в этот момент Диего, не выдержав такого отношения, «даёт газу» и сталкивает его вместе с водителем с довольно крутого берега.
Наскоро закрепив колесо, Диего трогается с места конфликта, но в этот момент выбравшийся Марио кричит ему: «Я запомнил твои номера! Я найду и убью тебя!». Через 200 метров Диего разворачивается, едет обратно и направляет машину на Марио. Но в этот момент слетает то самое колесо, Audi сносит с дороги и он падает на Peugeot, встав капотом вниз. Диего застревает в машине, зажатый подушкой безопасности, а Марио проникает в салон через багажник. В салоне завязывается драка, в которой сначала Диего нанёс серию ударов Марио огнетушителем, но затем Марио удалось обмотать ремнём шею Диего и вытолкнуть его из салона. Пока Диего пытается выбраться из петли, вися в воздухе, Марио делает фитиль из куска ткани, засовывает его в бензобак и поджигает. В этот момент Диего, кое-как освободившийся от петли, хватает Марио за штанину, и драка в салоне продолжается…
Подъехавший через некоторое время водитель эвакуатора видит взрыв. Внутри машины прибывшие на место трагедии полицейские находят 2 обгоревших тела. Один полицейский спрашивает у шерифа: «У вас есть версии, комиссар? Преступление на почве страсти?» (в это время камера показывает, как 2 обгоревших тела будто обнимаются).

### «Взрывник» (исп.Bombita)
Выйдя из кондитерской с тортом для дочери, инженер-взрывник Симон Фишер обнаруживает, что его голубой Chevrolet эвакуирован за парковку в неположенном месте. Явившись в частную эвакуаторную компанию, он пытается объяснить, что на том месте, где он оставил свой автомобиль, была полностью стёрта дорожная разметка, запрещающая парковку, и поэтому компания не имеет права брать с него плату за эвакуатор и начислять штраф, а, наоборот, должна перед ним извиниться, возместить ему расходы на такси и выплатить компенсацию за потерянное время. Но сотрудник, не желая выслушать клиента, требует как можно быстрее оплатить положенную за эвакуацию автомобиля сумму и вызывает следующего посетителя.
Потеряв много времени на хлопоты, связанные с возвратом автомобиля, Симон не только не может в этот важный для семьи день помочь жене Виктории с приготовлениями ко дню рождения их дочери, но и пропускает сам праздник, вследствие чего близкие больше не верят его обещаниям и отворачиваются от него, а жена заявляет о желании разойтись.
Когда же история с эвакуацией его автомобиля и посещением офиса ненавистной эвакуаторной компании повторяется снова, нервы Симона не выдерживают и он устраивает там погром. Инцидент получает широкую огласку, городские газеты пестрят фотографиями с места погрома. Из-под ареста Фишеру помогает освободиться адвокат, нанятый его работодателем. Но, как выясняется, это — единственная приятная новость.
В результате всех этих непредвиденных событий личная и профессиональная жизнь Симона рушатся: жена подаёт на развод и требует алименты, а руководство инженерной компании увольняет его с работы во избежание потери выгодных контрактов с правительством, являющимся её важнейшим клиентом.
От отчаяния в голове без вины пострадавшего Симона созревает план мести. Он кладёт взрывчатку в багажник Chevrolet и оставляет авто под запрещающим знаком. Вскоре на штрафстоянке раздаётся взрыв, но погибших и раненых нет.
Симон попадает в тюрьму, однако, социальные сети пестрят сообщениями о сочувствии «Взрывнику», и судя по заголовкам новостей, внимание общества и компетентных органов удалось привлечь к коррупционной системе, связанной со штрафами и эвакуацией. Также к нему в тюрьму приходят жена Виктория и дочь, они и все заключённые поздравляют Симона с днём рождения. Он задувает свечи на торте.

### «Предложение» (исп.La Propuesta)
Безрассудный юноша Сантьяго из богатой семьи, возвращаясь под утро из ночного бара на новом автомобиле своего отца, известного архитектора Маурисио Перейры Хэмильтона, сбивает беременную женщину. Он сразу же скрывается с места происшествия, даже не попытавшись оказать помощь пострадавшей. Позже из теленовостей становится известно, что сбитая женщина вместе с неродившимся ребенком скончались в автомобиле скорой помощи по дороге в больницу. Также в новостях показывают мужа умершей, который кричит в камеру, обращаясь к убийце, что он его найдёт и отомстит.
Узнав о причастности сына к этому происшествию, Маурисио решает «отмазать» своего отпрыска от тюрьмы. Он звонит семейному адвокату, и они придумывают план, согласно которому их садовник Хосе Торрес за $500 000 берёт вину на себя, а адвокат обещает ему, что в лучшем случае тот отсидит в тюрьме только полтора года.
Прибывший в их дом прокурор после опроса садовника и небольшого следственного эксперимента приходит к выводу, что за рулём, скорее всего, был не садовник. Почуяв, что «пахнет жареным», архитектор и адвокат решают подкупить прокурора. Адвокат, поговорив с ним наедине, говорит архитектору, что прокурор просит $1 000 000. А за свои услуги посредника адвокат, помимо этих денег, просит $500 000. Деньги сумасшедшие, но Маурисио деваться некуда.
Через некоторое время на «общем совете» прокурор просит у архитектора ещё $30 000 на накладные расходы. Архитектор, возмущаясь, предлагает ему взять эти деньги из своего миллиона. Однако прокурор про миллион, оказывается, ничего не знает. Поняв, что его обманули, Маурисио отменяет все договорённости и предлагает сыну получить по заслугам. Адвокат убеждает Маурисио не отменять всё, но тот выдвигает условие: $1 000 000 на всех, и точка.
Тем временем за оградой дома уже собралась пресса и протестующие, требующие наказания. Садовника выводят к машине с закрытой головой. Но в этот момент из толпы вырывается муж погибшей женщины и наносит садовнику несколько ударов молотком по голове.

### «Пока смерть не разлучит нас» (исп.Hasta que la muerte nos separe)
Счастливая молодая жена Ромина, заметив на своей свадьбе страстный взгляд своего избранника Ариэля на одной из приглашенных, подтверждает свою догадку контрольным звонком по заранее записанному телефонному номеру «учителя гитары», а во время традиционного танца молодожёнов и вовсе выбивает из мужа признание, что тот спал с этой коллегой по имени Лурдес. Обманутая Роми выбегает на крышу здания, собираясь прыгнуть вниз, но затем решает устроить новоиспечённому супругу акт возмездия прямо на свадьбе, занявшись сексом с вышедшим покурить поваром. За этим занятием её застаёт Ариэль. Пока повар натягивал штаны, Роми пообещала мужу отнять у него всё имущество и в целом превратить его жизнь в ад, от чего Ариэля стошнило прямо на крыше.
Возвратившись в зал торжеств, Ромина, находясь в состоянии аффекта, инициирует дикие пляски с подругами, создавая у гостей иллюзию продолжающегося праздника, и таким образом заставив друзей Ариэля против его воли закружить в танцах и его. Заметив, что Лурдес собирается уходить, Ромина вытаскивает ту на танцпол и, закружив в бешеном танце, центробежной силой бросает в зеркало, которое, разбившись, причиняет обеим обильные порезы и травмы. Музыка замолкает, включается верхний свет, все гости обступают девушек, слышатся призывы вызвать врача. Продолжая находиться в состоянии изменённого сознания, Ромина интересуется у окровавленной Лурдес, которой врачи оказывают помощь, хорошая ли у неё страховка, а обалдевших подруг как ни в чём не бывало призывает достать из праздничного торта ленточки (ритуал для определения той из подруг, кто выйдет замуж следующей). Более адекватный Ариэль же, оправившись от шока, напротив, решает прервать всё торжество, попутно сообщив жене о том, что семейный адвокат даже рекомендовал ему вкатать встречный иск, а, видя, как Ромина не возвращается в адекватное состояние, выкрикивает риторическое: «Что я тебе сделал? Это было ничто по сравнению с тем, что ты сейчас делаешь мне!» и сам срывается в истерику со слезами, которую Ромина настоятельно просит оператора снять на камеру, чтобы в будущем демонстрировать эти кадры на своей следующей свадьбе с более достойным мужчиной и вообще «смотреть это с детьми» вместо наскучивших мультиков. Этот оскорбительный монолог становится спусковым крючком для матери Ариэля, утешавшей ревущего сына, и она набрасывается на Ромину, пытаясь то ли задушить её, то ли выдрать ей волосы.
В разгар потасовки в зал вбегает медицинская бригада и начинает приводить всех в чувство. После того, как потасовка утихает, Ариэль под аккомпанемент гробового молчания публики медленно выпивает глоток игристого вина, берет огромный нож, чем вызывает у всех гостей нервный вздох, отрезает себе кусок от праздничного торта, и, с упоением его поглотив, подает руку сидящей на полу Ромине. Под вновь заигравшую мелодию «Fly me to the Moon» они снова сливаются в танце, начинают целоваться, а мгновение спустя уже страстно раздеваются и занимаются любовью на банкетном столе, не замечая ничего вокруг. Ошарашенная публика выходит из зала, оставляя молодожёнов предаваться утехам наедине друг с другом.

## В ролях
«Пастернак»
- Дарио Грандинетти — Сальгадо, авиапассажир (музыкальный критик)
- Мария Маруль — Изабель, авиапассажирка (модель подиума)
- Моника Вилья — авиапассажирка (бывшая учительница Габриэля Пастернака)

«Крысы»
- Хульета Сильберберг — официантка в придорожном ресторанчике
- Рита Кортесе — повариха в придорожном ресторанчике
- Сезар Бордон — Рафаэль Куэнка, ростовщик и мафиози, будущий мэр города

«Сильнейший»
- Леонардо Сбаралья — Диего Итурральде, водитель Audi
- Вальтер Донадо — Марио, водитель старого Peugeot

«Маленькая бомба»
- Рикардо Дарин — Симон Фишер, инженер-взрывник
- Нэнси Дупла — Виктория Маламуд, супруга Симона Фишера

«Предложение»
- Оскар Мартинес — Маурисио Перейра Хэмильтон, высокопоставленный чиновник, отец Сантьяго
- Мария Онетто — Элена, супруга Хэмильтона
- Осмар Нуньес — адвокат семьи Хэмильтон
- Герман де Сильва — Хосе Торрес, садовник семьи Хэмильтон

«Пока смерть не разлучит нас»
- Эрика Ривас — Ромина, невеста
- Диего Хентиле — Ариэль, жених

## Награды и номинации
2014 год
- Участие в конкурсной программе Каннского кинофестиваля.
- Два приза Гаванского кинофестиваля: лучший режиссёр (Дамиан Шифрон) и лучший монтаж (Дамиан Шифрон и Пабло Барбьери).
- Призы зрительских симпатий кинофестиваля в Сан-Себастьяне и Сараевского кинофестиваля.
- 10 премий Premio Sur Академии кинематографических искусств и наук Аргентины[13] — «Лучший фильм» (Дамиан Шифрон), «Лучший режиссёр» (Дамиан Шифрон), «Лучший оригинальный сценарий» (Дамиан Шифрон), «Лучшая женская роль» (Эрика Ривас), «Лучшая мужская роль» (Оскар Мартинес), «Лучшая оригинальная музыка» (Густаво Сантаолалья), «Лучший актёр второго плана» (Герман де Сильва), «Лучшая операторская работа» (Хавьер Хулия), «Лучший монтаж» (Дамиан Шифрон и Пабло Барбьери) и «Лучший звук» (Хосе Луис Диас). Кроме того, фильм получил ещё 11 номинаций.
- Премия Национального совета кинокритиков США за лучший фильм на иностранном языке.
- Номинация на премию «Спутник» за лучший международный фильм.

2015 год
- 7 премий «Серебряный кондор» Ассоциации кинокритиков Аргентины — «Лучший режиссёр» (Дамиан Шифрон), «Лучшая женская роль второго плана» (Эрика Ривас), «Лучшая мужская роль второго плана» (Оскар Мартинес), «Лучший актёр-дебютант» (Диего Хентиле), «Лучшая музыка» (Густаво Сантаолалья), «Лучший монтаж» (Дамиан Шифрон и Пабло Барбьери) и «Лучший звук» (Хосе Луис Диас). Кроме того, фильм получил ещё 4 номинации.
- Премия «Гойя» Испанской академии кинематографических искусств и наук в категории «Лучший иностранный фильм на испанском языке»[6], а также 8 номинаций — «Лучший фильм», «Лучший режиссёр» (Дамиан Шифрон), «Лучшая мужская роль» (Рикардо Дарин), "Лучший оригинальный сценарий (Дамиан Шифрон), «Лучший монтаж» (Пабло Барбьери и Дамиан Шифрон), «Лучший продюсер» (Эстер Гарсия Аморос), «Лучшая музыка» (Густаво Сантаолалья) и «Лучший грим» (Мариса Амента и Нестор Бурхос).
- Премия «Ариэль» за лучший латиноамериканский фильм (Дамиан Шифрон).
- Номинация на премию «Оскар» в категории «Лучший фильм на иностранном языке»[10].
- Номинация на премию «Аманда» за лучший иностранный фильм (Дамиан Шифрон).
- Номинация на премию «Давид ди Донателло» за лучший европейский фильм (Дамиан Шифрон).

2016 год
- Премия Британской академии кино и телевизионных искусств (BAFTA) в категории «Лучший неанглоязычный фильм»[7].

## Отзывы
Фильм получил в основном положительные отзывы кинокритиков. На сайте «Rotten Tomatoes» он имеет рейтинг 95 % на основе 140 рецензий. На сайте «Metacritic» получил 77 баллов из 100 на основе рецензий 33 критиков, что соответствует статусу «в основном положительные рецензии».